# Sant'Angelo in Pontano
Sant'Angelo in Pontano est une commune italienne d'environ 1 500 habitants, située dans la province de Macerata, dans la région Marches, en Italie centrale.

## Géographie
Le territoire de Sant’Angelo in Pontano s’étend depuis le méridien ayant la longitude Est 0 à 54' 46" de Monte Mario à celui ayant la longitude Est 0 à 59' 20" toujours de Monte Mario, et s’étend du parallèle 43 à 04' 20" Nord au parallèle 43 à 08' 13" Nord.
Dans la direction Est-Ouest, la distance maximale entre deux points de frontière, mesurée en ligne droite, est de 5,325 km. Cette distance existe entre la frontière de Fiastra, le long de la rivière, vers les Campanelle di San Ginesio et la frontière de Moelano avec Falerone. Entre deux points de frontière nord-sud est de 6,800 km entre l’extrême pointe de l’Appezzana, sur la route de San Lorenzo di Loro Piceno et la frontière avec Monte Polino, à Collezampone.
La distance maximale entre deux points de frontière du territoire communal est de 7,575 km et on a diagonalement en direction NE-SO entre la confluence du Tifa coll’Ete morto, à Salti, et la frontière avec Gualdo a Collezampone, vers Villa Morrone. 
Le territoire et le paysage sont typiques des collines de l’arrière-pays maceratais, à l’exception de la zone plate de Passo Sant’Angelo, sur la vallée du Fiastra.

## Histoire
À l'époque romaine, ce territoire devait être un vicus ou un pagus. 
Avec l'arrivée du christianisme, le culte de Saint Michel Archange s'est répandu, qui, encore aujourd'hui, apparaît dans le nom et l'emblème municipal. 
Dans la période lombarde, la ville avait atteint une taille considérable et faisait partie du duché de Spolète, plus précisément dans le Gastaldato di Ponte, dont elle dérive "à Pontano" ajouté au nom de cet endroit pour le distinguer des autres homonymes.
Au septième siècle, le couvent de Santa Maria delle Rose a été construit par les bénédictins et peu de temps après, la ville est tombée sous le contrôle de l'abbaye de Farfa. 
Au Xe siècle, les nobles locaux ont pris le relais. 
En décembre 1263, Sant'Angelo à Pontano devient commune libre, mais après quelques années elle se soumet à la ville de Tolentino, puis à celle de Fermo. Au milieu du XIVe siècle, à la suite de la tentative du cardinal Albornoz de réduire les châteaux de la Marche sous la domination du pape, Sant'Angelo subit le siège et la conquête des troupes papales.
En 1413, elle appartenait à la famille Da Varano, puis revint de nouveau à Fermo, vingt ans plus tard, à la suite de la campagne de Francesco Sforza. Repris par les papes, elle fut saccagée et gravement endommagée. Cependant, les dommages ont été rapidement réparés et retournés pour faire partie du territoire de Fermo qui en a suivi le sort jusqu'à la période napoléonienne quand elle a été incluse dans le département de Tronto. 
En 1860, lors de la suppression de la province de Fermo, elle fait partie de celle de Macerata.

## Économie

### Agriculture et élevage
Des siècles d'histoire paysanne ont façonné le paysage économique de Sant'Angelo. Les cultures sont diverses et typiques des collines de Macerata et Fermo. Ceux-ci incluent le blé, le fourrage, le tournesol, la vigne, l'olivier.
Un moulin à huile pour la production d'huile d'olive et de petites entreprises pour la production et la transformation de fromages, viandes et charcuterie, miel et autres spécialités alimentaires typiques de la région sont toujours actifs dans le village et dans ses hameaux et ses campagnes. 

### Artisanat
Parmi les activités économiques les plus traditionnelles, les plus répandues et les plus actives figurent les activités artisanales, telles que celles liées au secteur de la chaussure, de la maroquinerie et du tissage, visant à la production de valeur.

### Petite industrie
Dans le hameau de Passo Sant'Angelo, sur la route de la vallée de Fiastra, il y a une zone PIP où se déroulent de petites activités industrielles et logistiques. 

### Tourisme
Parallèlement aux structures d'accueil et de restauration traditionnelles qui sont présentes et bien établies depuis longtemps, d'autres structures d'accueil telles que des fermes et des maisons de vacances se développent, au nom du tourisme durable, également reconnues à l'étranger. 

## Culture, Monuments et patrimoine

### Collégiale du Santissimo Salvatore
L'église, de style roman-gothique, remonte à la première moitié du XIIe siècle. L'intérieur est divisé en trois nefs, dont la centrale a un plafond en treillis, tandis que les latérales ont une croix. Le plan est devenu une croix grecque avec l'ajout de deux chapelles latérales dans le XVIIIe siècle. La crypte, comme le clocher, a été ajoutée au XIVe siècle et est aussi grande que l'église ci-dessus, avec des arcs en briques et des voûtes croisées.
A l'intérieur, de belles fontes d'eau bénite faites d'anciennes capitales, et sur le quatrième pilier à droite, une fresque, peut-être à attribuer au cercle des Salimbeni de Sanseverino, représentant la Vierge à l'Enfant. Il conserve un orgue Crudeli de la fin du XVIIIe siècle récemment restauré.
Depuis 1169, nous avons des nouvelles du presbytère voisin, dirigé par un abbé et fidèle à la règle de Saint Augustin. Il devint prieure et, en 1807, archiprêtre.

### Église de San Michele
Dédié à Saint Michel archange d'où la ville tire son nom. Avant la construction de l'église actuelle, il y avait une chapelle lombarde dont un bas-relief à l'extérieur du bâtiment garde la trace.

### Rocca de San Filippo
Il n'y a pas beaucoup de nouvelles sur le bâtiment, surtout en ce qui concerne ses origines et sa construction. La plus ancienne nouvelle, qui se réfère spécifiquement avec certitude à cette forteresse, remonte au milieu du XVIIe siècle, puis à une période beaucoup plus tardive que sa construction, et c'est un livre imprimé en 1652 dans lequel il est écrit: " une partie de cette Terre, une partie de celle-ci a été plantée dans la plaine, et une partie au-dessus de deux Poggi quelque peu surélevés à droite et à gauche de cette plaine, où aux murs vers la Montagne au-dessus de la route publique, et sur le chemin de Rome il y avait vu des vestiges) une forteresse, qui est actuellement réduite à une Colombara de 'Signori Angelini ".
L'édifice, du moins dans son premier noyau d'origine qui devait être composé uniquement de la tour centrale, remonte à la première moitié du XIVe siècle. Dans les documents anciens (parchemins aux Archives d'État de Fermo), nous parlons de la forteresse, qui était au point culminant du pays, et d'autres tours construites, à construire et à démolir mais, comme déjà mentionné, rien de spécifique n'est trouvé sur ce bâtiment. 
La diction "de S. Filippo" est postérieure à 1711, l'année où le prêtre Giuseppe Angelini, de la famille des propriétaires et chanoine de la cathédrale de Fermo, construisit l'église près de la forteresse, toujours existante mais aujourd'hui désaffectée, du nom de Saint Filippo Neri.

### Église et couvent de San Nicola

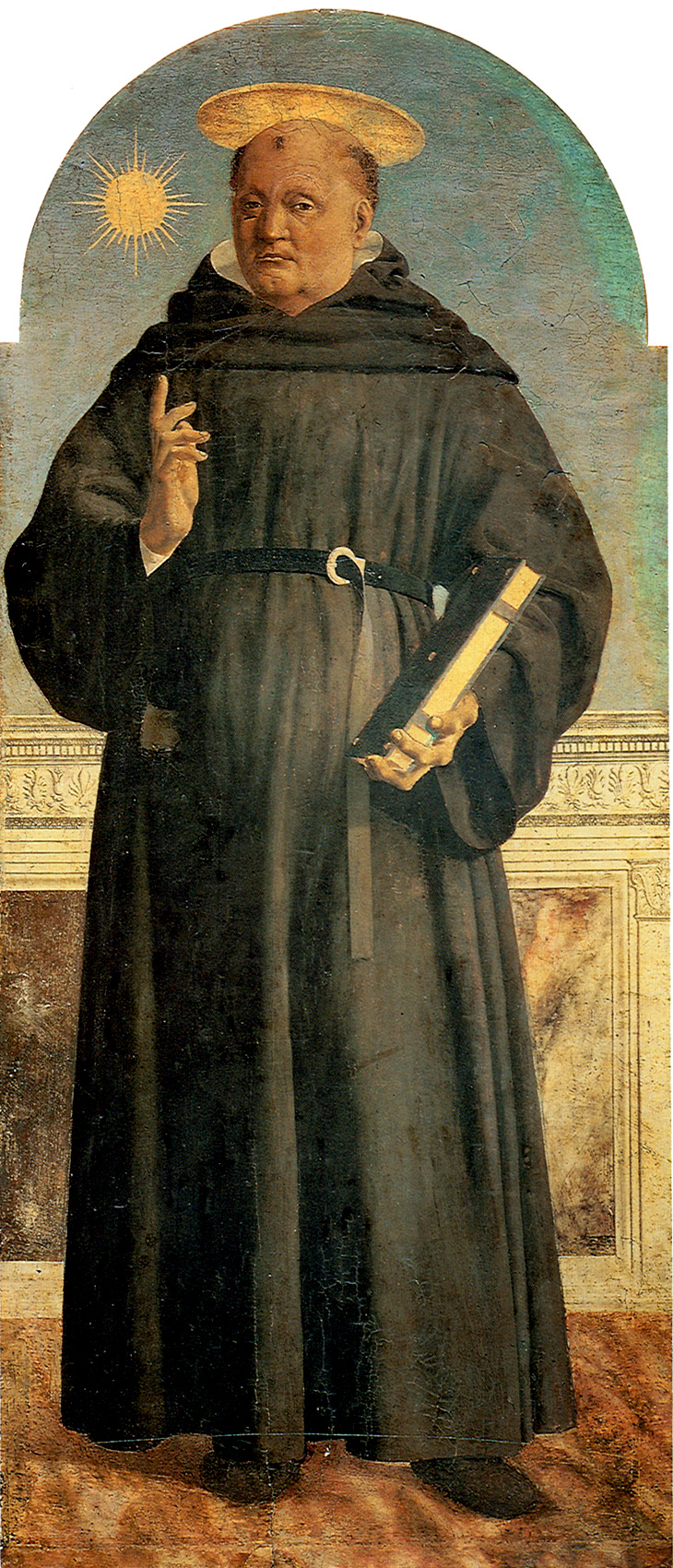
Saint Nicolas de Tolentino peint par Piero della Francesca.

Dédié au saint patron du village San Nicolas de Tolentino, né et élevé dans la sainteté à Sant'Angelo, il se dresse sur sa partie la plus élevée, sur une place panoramique à côté du couvent des Augustins. L'église d'origine de S. Pietro di Posmonte, annexée au premier couvent et probablement reconstruite plus tard, a été nommée d'après Saint Augustin. C'est après 1446, année de la canonisation de Nicola di Compagnone, que sa consécration est changée en celle de San Nicolas. À la fin du XVIe siècle, l'ensemble du complexe avait besoin d'une adaptation et d'une restructuration radicales. Au début du XVIIe siècle, Fra Nicola Giovannetti avant S. Angelo et Provinciale della Marca a promu le projet de réaménagement et l'église a été restaurée et agrandie avec l'ajout dans sa partie orientale de la chapelle de San Nicola, fresque de Domenico Malpiedi de San Ginesio. L'église conserve plusieurs œuvres précieuses dont un retable en bois sculpté et doré, une peinture attribuable à Malpiedi, quelques peintures d'Antonio Liozzi, peintre de la seconde moitié du XVIIIe siècle de Penna San Giovanni, et un chœur en bois toujours interprété en ces années. Il abrite également un orgue du début du XVIIIe siècle, rénové à la suite de la chute de la foudre en avril 1758 par le facteur d'orgue Francesco Fedeli, de la célèbre famille d'orgue de la Rocchetta di Camerino [19].

### Théâtre municipalN.A. Angeletti
Le théâtre est né d'une société entre les habitants de la ville pour sa construction, en collaboration avec la municipalité et est hébergé là où se trouvait la mairie, avant son transfert à l'ancien couvent de S. Maria delle Rose. Si, à l'extérieur, c'est l'un des nombreux bâtiments anciens du centre historique, à l'intérieur, c'est un petit théâtre de la seconde moitié du XIXe siècle, nommé d'après la figure de Sant'Angelo de Nicola Antonio Angeletti, reconnu par son activité politique et militaire avant, pendant et après la période du Risorgimento italien. La structure, décorée par le peintre Pietro Giovannetti, est en forme de fer à cheval avec 22 étages divisés en deux ordres. La décoration du plafond avec le portrait des artistes Rossini, Goldoni, Alfieri, Bellini et les allégories des arts théâtraux, le lustre et le rideau néoclassique peint d'origine représente le buste d'Angeletti parmi les muses des arts.

### Personnalités
Saint Nicolas de Tolentino est né à Sant'Angelo in Pontano.

## Administration
| Période                                  | Période | Identité | Étiquette | Qualité |
| ---------------------------------------- | ------- | -------- | --------- | ------- |
|                                          |         |          |           |         |
| Les données manquantes sont à compléter. |         |          |           |         |

### Communes limitrophes
Falerone, Gualdo, Loro Piceno, Montappone, Penna San Giovanni, Ripe San Ginesio, San Ginesio